# Kathleen Helsen

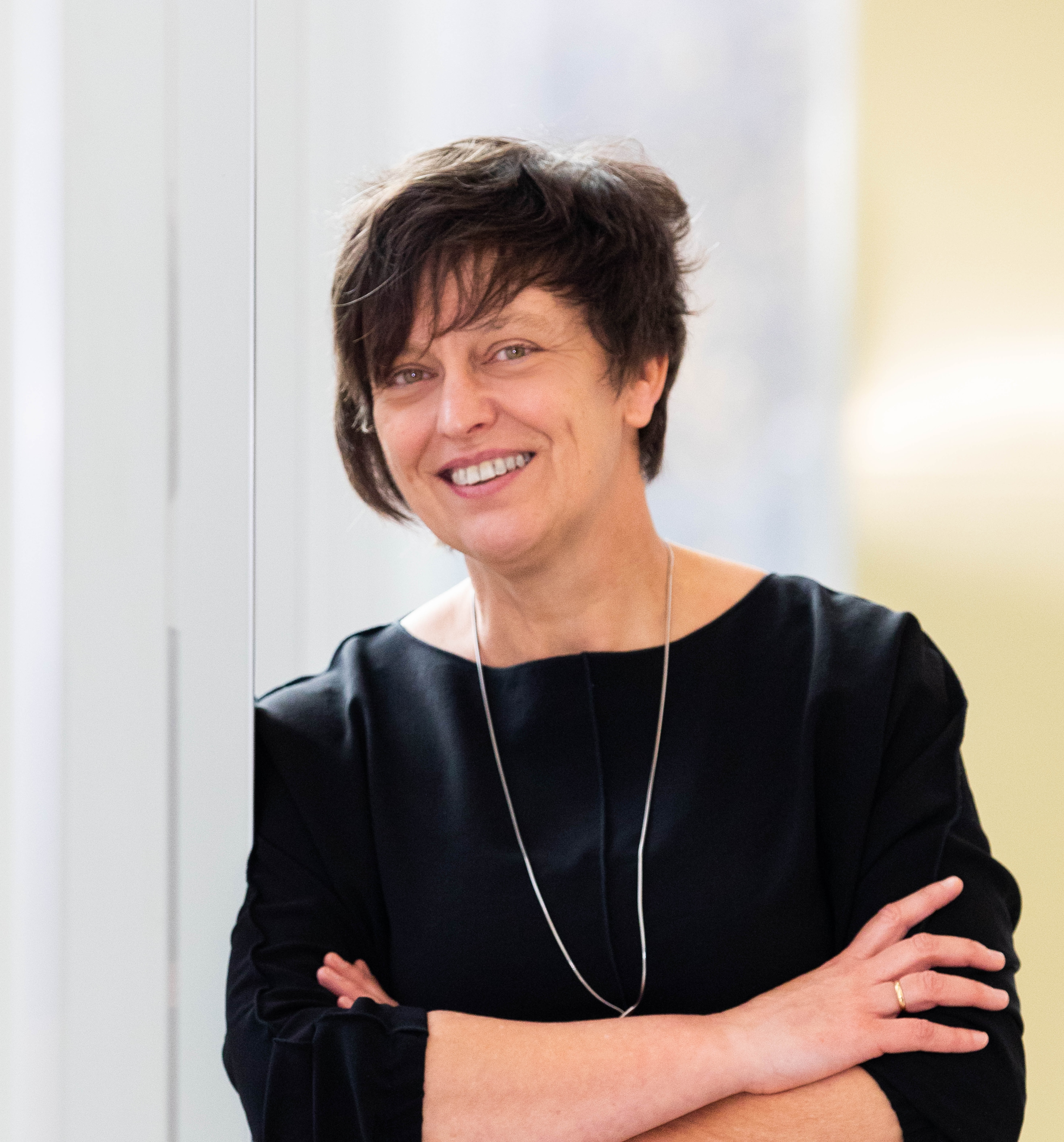
Kathleen Helsen - december 2018

Kathleen Helsen (Geel, 23 juli 1965) is een Belgisch politica voor de CD&V.

## Levensloop
Helsen studeerde in 1987 af als maatschappelijk assistente aan het Hoger Instituut voor Sociale Studiën van Geel. Ze ging van 1988 tot 1998 aan de slag als leerlingenbegeleider bij  PMS Kempen en was sociaal assistent in een dagcentrum voor mensen met een mentale beperking. Van 1989 tot 1991 was ze eveneens maatschappelijk assistente bij het OCMW van Aarschot en van 2000 tot 2004 stafmedewerker bij het Algemeen Christelijk Werknemersverbond (ACW).
In oktober 1988 werd ze voor de toenmalige CVP verkozen tot gemeenteraadslid in haar woonplaats Herselt, waar ze van januari 1991 tot december 2018 schepen was. Als schepen was ze onder meer bevoegd voor de coördinatie van de grondgebiedzaken, onderwijs, ruimtelijke ordening en cultuur. Sinds december 2024 is Helsen opnieuw schepen van Herselt, bevoegd voor onroerend erfgoed, plattelandsbeleid, omgeving en wonen. Ook maakte ze van januari 1997 tot januari 1998 en van oktober 2000 tot juni 2004 deel uit van de Provincieraad van Antwerpen.
Op 27 januari 1998 werd Kathleen Helsen als opvolger van Herman Candries voor de eerste maal lid van het Vlaams Parlement. Dit mandaat liep tot 12 juni 1999 en ze zetelde in de Cultuur en Sport. Bij de rechtstreekse verkiezingen voor het Vlaams Parlement van 13 juni 2004, van 7 juni 2009 en van 25 mei 2014 werd ze telkens herverkozen. In het Vlaams Parlement was ze van 2004 tot 2009 vast lid van de commissie Onderwijs, Vorming, Wetenschap en Innovatie, van 2005 tot 2009 lid van de Interparlementaire Commissie van de Nederlandse Taalunie, van 2009 tot 2014 ondervoorzitter van de Commissie voor Onderwijs en Gelijke Kansen, van 2014 tot 2018 voorzitter van de Commissie voor Onderwijs en van juni tot september 2014 secretaris in het Bureau. Helsen bleef Vlaams Parlementslid tot begin december 2018, waarna ze werd opgevolgd door Jamila Hamddan Lachkar. Sinds 21 januari 2019 mag ze zich ere-Vlaams volksvertegenwoordiger noemen. Die eretitel werd haar toegekend door het Bureau (dagelijks bestuur) van het Vlaams Parlement.
Sinds 3 december 2018 is ze opnieuw provincieraadslid van Antwerpen en werd ze aangesteld tot gedeputeerde, bevoegd voor onder meer Wonen, Economie en Landbouw. De functie van gedeputeerde oefende Helsen uit tot in december 2024, toen CD&V uit het provinciebestuur viel.
Ze is gehuwd en moeder van een dochter.